# Suodenniemi
Suodenniemi là một đô thị của Phần Lan.

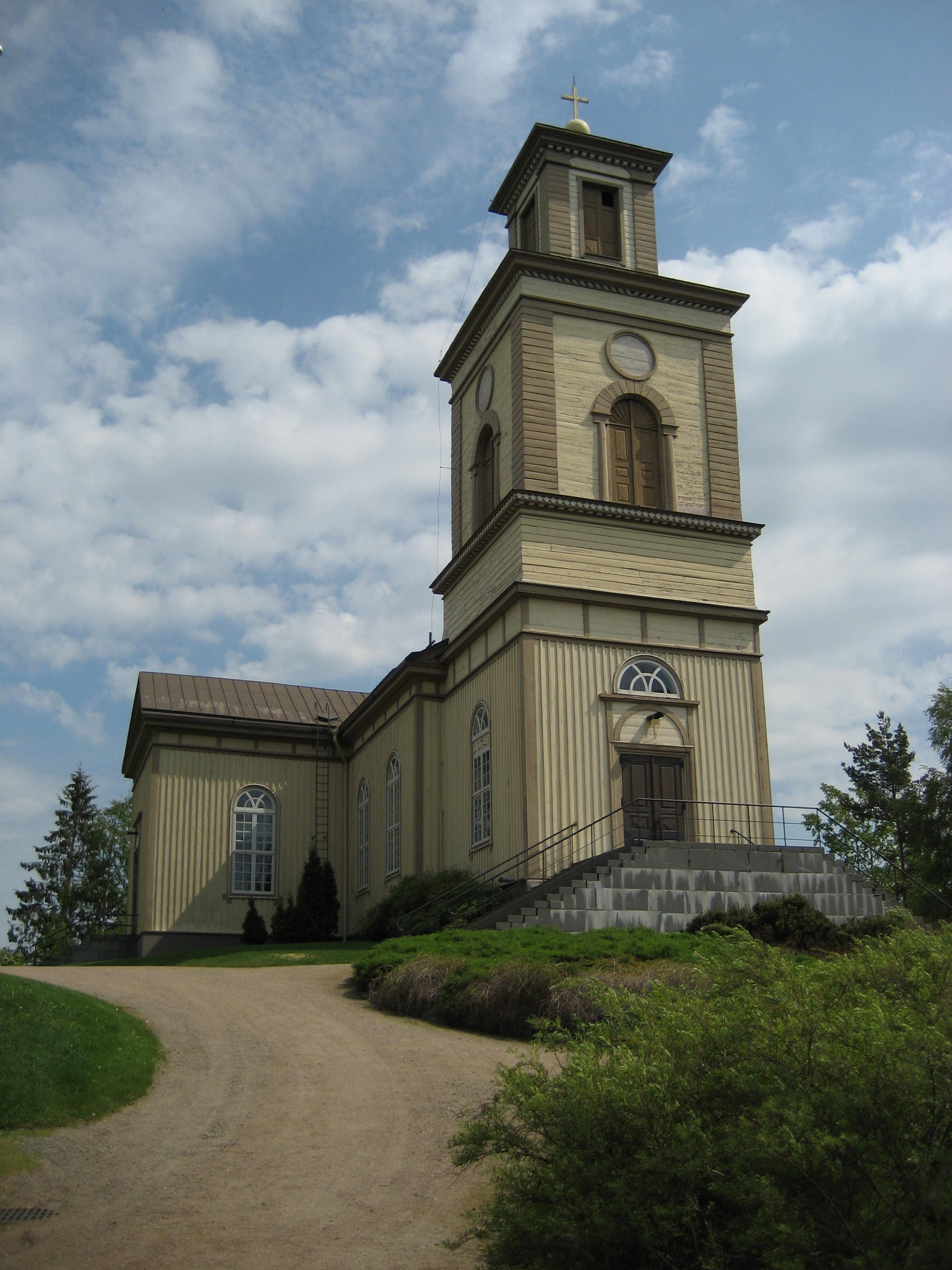
Nhà thờ Suodenniemi.

Đô thị này tọa lạc tại tỉnh Tây Phần Lan trong vùng Pirkanmaa. Đô thị này có dân số 1.372 người (năm 2003) với diện tích là 220,83 km² trong đó có 13,20 km² là diện tích mặt nước. Mật độ dân số là 6,6 người trên mỗi km².

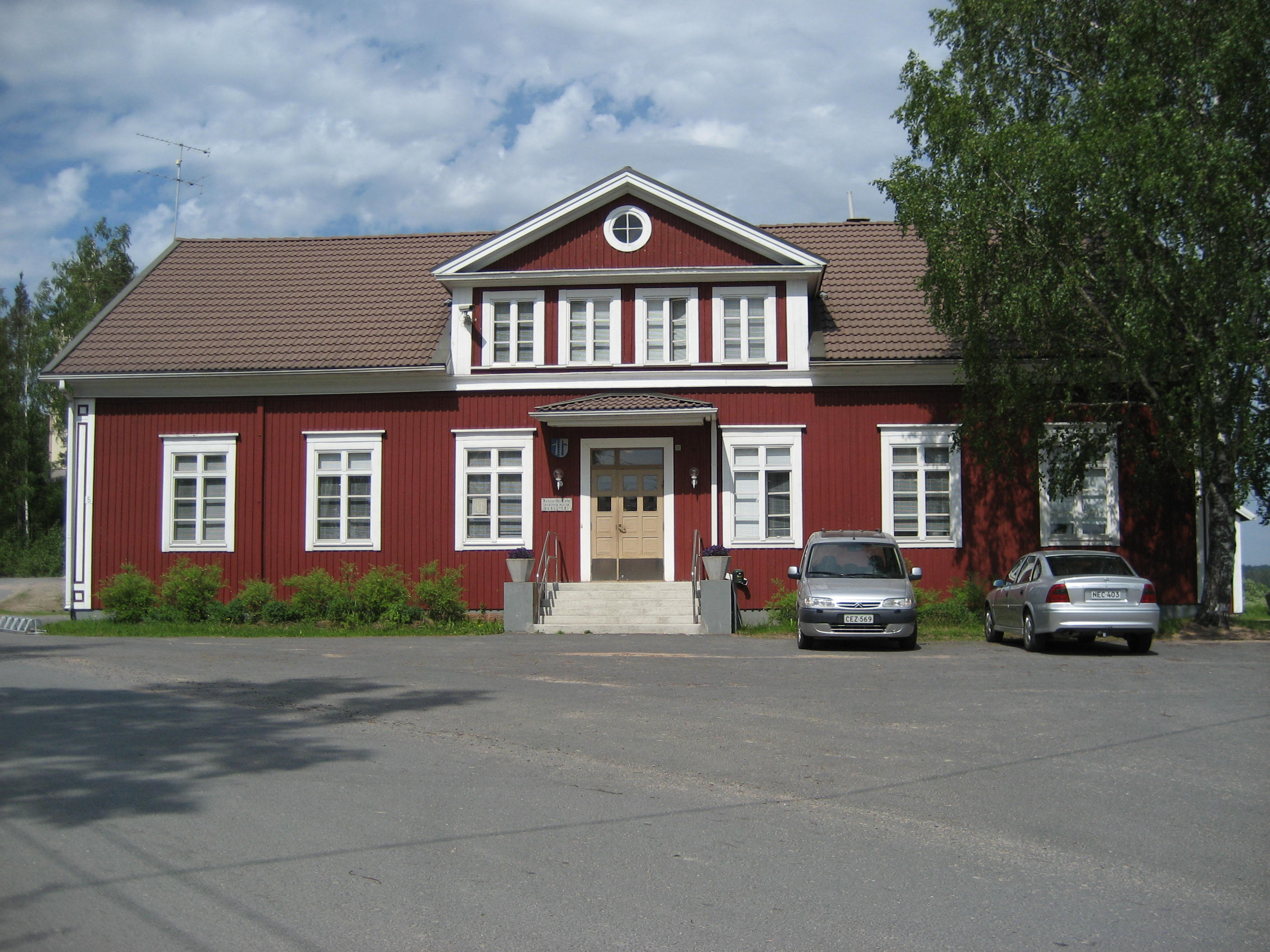
Tòa thị chính Suodenniemi.

Đô thị này chỉ sử dụng tiếng Phần Lan.